# Puente internacional Horacio Guzmán
El puente internacional Horacio Guzmán une la ciudad argentina de La Quiaca, provincia de Jujuy, con la ciudad boliviana de Villazón, en el Departamento de Potosí, cruzando el Río La Quiaca.
Este puente de hormigón de 31 metros de longitud y 7,8 metros de ancho de calzada fue inaugurado el 9 de julio de 1960
Se accede desde el sur por la Ruta Nacional 9, mientras que desde el norte se accede por la Ruta 14.
Como las aduanas de ambos países no se encuentran integradas, se deben realizar los trámites en ambas márgenes del río La Quiaca.
Se debe prestar mucha atención en caso de visitar esta zona con menores, puesto que los controles aduaneros son prácticamente nulos y es posible pasar de Argentina a Bolivia caminando por el puente sin mostrar documentos de identidad, incluso con menores.
Este es el único paso fronterizo habilitado en la provincia de Jujuy hacia el vecino Estado Plurinacional de Bolivia.